# Dezperadoz
A Dezperadoz (korábban Desperados) egy német "Western-metal" együttes, Tom Angelripper gitárosának, Alex Kraftnak a zenekara. A heavy metal együttesre az 1960-as és 1970-es években megjelent spagettiwestern filmek filmzenéi voltak nagy  hatással. Eddig négy albumuk jelent meg, ebből kettő a német heavy metal record label AFM közreműködésével készült. Már több figyelemreméltó heavy metal vendégzenésszel dolgoztak együtt: Michael Weikath, Tobias Sammet, Joacim Cans, és Doro Pesch.

## Történet
Eredetileg egy kisebb projektnek indult - korábban "Desperados"-nak hívták az együttest - ekkor Tom Angelripper volt az énekes. Az ötlet az volt, hogy összegyúrják a régi olasz vadnyugati filmek hangulatát a mai rock és metal stílusával.
A Dawn of Dying (2000, Drakkar Records) megjelenése után a Dezperadoz tartott egy hosszabb szünetet és lecseréltek pár tagot a zenekaron belül. Alex Kraft átvette az énekesi posztot. 2006-ban megjelent a Dezperadoz második lemeze, The Legend and the Truth címmel amit az AFM Records adott ki, a producer Dennis Ward (Pink Cream 69) volt. Ez egy koncept-album, ami életre kelti a western-legenda Wyatt Earp életét. Tobias Sammet, Michael Weikath, Doro és sokan mások működtek közre a beszélős részeknél. Túrnék, koncertek, fesztiválok sorozata következett.
2008-ban megjelent az An Eye for an Eye, ami egy újabb koncept-album. Vissza utazunk 1898-ba, egy férfi történetét meséli el a hitről és a becsületről. Véres bosszút keresve megöli a legjobb barátját és végül halálra ítélik. Az ő szemszögéből vagyunk tanúi élete utolsó perceinek. Ezt az albumot is az AFM Records adta ki, producere Dennis Ward volt.
A Dezperadoz egész karrierje során támogatást kapott a színpadon olyan zenekaroktól mint a Krokus, a Gotthard, a Thin Lizzy, a Rage, a Sodom, a Doro, a Volbeat, a U.D.O., a Tesla, és még sokan másoktól. Különböző fesztiválokon is felléptek, mint a Wacken Open Air, a With Full Force, az Earthshaker, vagy a Summerbreeze, koncerteztek és turnéztak Európában és Oroszországban.
2012-ben új lemezszerződést írtak alá a Drakkar Recordsnál, majd megjelent a negyedik albumuk, a Dead Man's Hand, valamint egy új kiadása az első lemezüknek, a Dawn of Dyingnak is, amely egy bónusz dalt tartalmaz.
2017-ben a Dezperadoz visszatért egy új albummal melynek címe "Call of the Wild", egy történet W.H. Bonneyról, más néven Billy, a Kölyök.

## Diszkográfia
- The Dawn of Dying - 2000
- The Legend and the Truth - 2006
- An Eye for an Eye[halott link] - 2008
- Dead Man's Hand[halott link] - 2012
- Call of the Wild - 2017
- Moonshiner - 2024

## Külső hivatkozások
- Hivatalos weboldal
- Hivatalos Facebook oldal
- Hivatalos Youtube oldal
- Hivatalos Myspace oldal